# Ennemi d'État
Ne doit pas être confondu avec Ennemi de l'État.
Pour plus de détails, voir Fiche technique et Distribution.
Ennemi d'État ou Ennemi de l'État au Québec et au Nouveau-Brunswick (Enemy of the State) est un film américain réalisé par Tony Scott, sorti en 1998.
Le film débute alors que, pour améliorer la sécurité nationale, une nouvelle loi sur les télécommunications est proposée aux Américains. Cette loi vise à donner plus de pouvoir aux autorités, incluant l'utilisation de caméras de surveillance et l'écoute téléphonique, aux dépens des libertés individuelles. Le député Phil Hammersey s'oppose à la loi, ce qui lui vaut d'être assassiné sur ordre de Thomas Brian Reynolds (Jon Voight), le directeur adjoint de la NSA, et le meurtre est maquillé en accident. Malheureusement pour lui, l'assassinat a été enregistré par la caméra d'un zoologiste, qui prend la fuite et remet subrepticement la carte à une connaissance, l'avocat Robert Clayton Dean (Will Smith), avant de se faire tuer.
À sa sortie, le film reçoit globalement de bonnes critiques dans la presse. L'accueil du public est également positif et le film performe au box-office.

## Synopsis
Le directeur adjoint de la NSA, Thomas Reynolds, rencontre dans un parc public le membre du Congrès Phil Hammersley pour discuter d'une nouvelle législation antiterroriste qui étend considérablement les pouvoirs de surveillance des agences de renseignement américaines sur les individus et les groupes. Hammersley reste déterminé à bloquer son adoption, arguant que les avantages potentiels du projet de loi ne valent pas la peine de sacrifier les droits à la vie privée des citoyens ordinaires. Reynolds, voulant que le projet de loi soit adopté pour obtenir une promotion longtemps retardée, dispose d'une équipe d'agents qui lui sont fidèles pour assassiner Hammersley et mettre en scène sa mort comme un accident de voiture à la suite d'une crise cardiaque.
L'avocat du travail Robert Clayton "Bobby" Dean travaille avec son cabinet sur une affaire impliquant le propriétaire d'un restaurant et chef de la mafia Paulie Pintero. Dean rencontre son ex-petite amie, Rachel Banks; Rachel travaille pour "Brill", un homme que Dean engage occasionnellement pour mener des opérations de surveillance mais qu'il n'a jamais rencontré en personne. Elle livre une cassette incriminant Pintero pour racket de main-d'œuvre, avec laquelle Dean le menace pour s'assurer que le gangster accepte un règlement favorable.
Reynolds et son équipe repèrent un biologiste en train d'échanger une bande d'une caméra de surveillance de la faune à distance stationnée de l'autre côté du lac depuis la scène du meurtre. Ils l'identifient comme Daniel Zavitz. Lorsque Zavitz visionne des images du meurtre, il contacte immédiatement un journaliste pour faire connaître la bande. L'équipe de Reynolds intercepte l'appel et se précipite vers l'appartement de Zavitz. Celui-ci transfère la vidéo sur un disque et la cache dans une console de jeu NEC TurboExpress avant de s'enfuir. Il tombe sur Dean, son vieil ami de fac. Paniqué, Zavitz glisse le disque dans le sac de courses de Dean à son insu. Il se heurte à la trajectoire d'un camion de pompiers venant en sens inverse et est tué sur le coup, tandis que Reynolds fait assassiner le contact journaliste de Zavitz.
Après que l'équipe de Reynolds a identifié Dean et que Zavitz lui a glissé le disque, ils lui rendent visite déguisés en flics. Lorsque Dean refuse de les laisser fouiller ses affaires, les agents croient à tort qu'il retient sciemment le disque. Ils entrent par effraction dans la maison de Dean pendant que lui et sa famille sont sortis et installent des micros sur ses vêtements et ses effets personnels. Ils diffusent également de fausses preuves que Dean blanchit de l'argent par l'intermédiaire de son entreprise pour Pintero et a une liaison avec Rachel. Le subterfuge détruit la vie de Dean : il est renvoyé de son cabinet d'avocats, ses comptes bancaires sont gelés dans l'attente d'une enquête fédérale et sa femme, Carla, le met à la porte. Dean demande à Rachel de contacter Brill pour obtenir de l'aide. Reynolds intercepte l'appel et envoie un de ses hommes se faire passer pour Brill. Le vrai Brill sauve Dean et l'avertit que la NSA est responsable et tente de ruiner sa vie. Après que Dean a réussi à échapper à l'équipe, il est horrifié de trouver Rachel abattue chez elle pour la faire taire et qu'ils tentent de l'accuser du meurtre.
Dean trouve le disque et le montre à Brill, qui identifie Reynolds. Les agents de la NSA attaquent la cachette de Brill alors que lui et Dean s'échappent mais le disque est détruit lorsque Brill est obligé de déclencher des explosifs. Brill révèle qu'il est en réalité Edward Lyle, un ancien expert en communication de la NSA en poste en Iran pendant la révolution iranienne. Son partenaire, le père de Rachel, a été tué, mais Lyle s'est échappé et travaille secrètement depuis, employant Rachel comme coursier pour veiller sur elle. Lyle exhorte Dean à commencer une nouvelle vie, mais il insiste pour laver son nom. Dean et Lyle suivent Sam Albert, un partisan clé du projet de loi, et enregistrent une bande vidéo de lui avec sa maîtresse. Dean et Lyle cachent un appareil d'écoute de la NSA dans la chambre d'hôtel d'Albert, sachant qu'il le trouvera. Lyle pirate ensuite le compte bancaire personnel de Reynolds et dépose de grosses sommes d'argent pour donner l'impression qu'il est payé pour faire chanter Albert.
Une réunion est organisée avec Reynolds pour échanger la vidéo afin que Reynolds puisse être amené à s'incriminer. Les hommes de Reynolds tendent plutôt une embuscade à la réunion et tiennent Lyle et Dean sous la menace d'une arme, exigeant la bande. Dean, anticipant cela, ment et dit que les preuves sont cachées au restaurant de Pintero, qui est actuellement sous surveillance du FBI. Il trompe ensuite Pintero et Reynolds en leur faisant croire que l'autre homme a la "bande". La rencontre dégénère immédiatement en une fusillade mortelle au corps à corps lorsqu'un gangster tire dans le dos d'un agent de la NSA ; Pintero, ses hommes, Reynolds et les agents sont tous tués. Au cours de cette épreuve, Lyle envoie au FBI un flux en direct de l'incident pour déclencher un raid sur le restaurant avant de se déguiser. Dean est sauvé et le complot est révélé.
Le Congrès abandonne le projet de loi pour éviter le scandale, tandis que la NSA exécute une dissimulation des actions de Reynolds. Dean est innocenté de toutes les accusations et se réconcilie avec Carla. Lyle envoie à Dean un message "d'adieu" via sa télévision, se montrant partiellement en train de se détendre sur une île tropicale avec son chat.

## Fiche technique
Sauf indication contraire, les informations mentionnées dans cette section peuvent être confirmées par les bases de données cinématographiques IMDb et Allociné,  présentes dans la section « Liens externes ».
- Titre original : Enemy of the State
- Titre français : Ennemi d'État
- Titre québécois : Ennemi de l'État[1]
- Réalisation : Tony Scott
- Scénario : David Marconi
- Musique : Harry Gregson-Williams et Trevor Rabin
  - Musiques additionnelles : Tim Heintz et Steve Jablonsky
- Direction artistique : Jennifer A. Davis, James J. Murakami et Donald B. Woodruff
- Décors : Jennifer A. Davis, Benjamín Fernández et Garrett Lewis[2]
- Costumes : Marlene Stewart (en)
- Photographie : Dan Mindel
- Son : Kevin O'Connell, Greg P. Russell, George Watters II
- Montage : Chris Lebenzon
- Production : Jerry Bruckheimer
  - Production déléguée : Andrew Z. Davis, Chad Oman et James W. Skotchdopole
  - Production associée : Pat Sandston
- Sociétés de production : Jerry Bruckheimer Films, Don Simpson/Jerry Bruckheimer Films et No Such Productions, en association avec Scott Free Productions, présenté par Touchstone Pictures
- Sociétés de distribution : Buena Vista Pictures (États-Unis) ; Gaumont Buena Vista International (GBVI) (France)
- Budget : 90 millions de $[3],[4]
- Pays de production :  États-Unis
- Langue originale : anglais, espagnol
- Format : couleur (Technicolor) — 35 mm Eastman — 2,35:1 (Panavision) — son DTS / Dolby Digital / SDDS
- Genre : thriller, action, espionnage
- Durée : 132 minutes ; 140 minutes (version longue dite Unrated Extended Edition)
- Dates de sortie[5] :
  - États-Unis, Québec : 20 novembre 1998[1]
  - France, Belgique, Suisse romande : 6 janvier 1999[6],[7],[8]
- Classification :
  - États-Unis : les enfants de moins de 17 ans doivent être accompagnés d'un adulte (R – Restricted)[N 1]
  - France : tous publics[9]
  - Belgique : tous publics (Alle Leeftijden)[7]
  - Suisse romande : interdit aux moins de 12 ans[10]
  - Québec : 13 ans et plus (violence) (13+ / 13 years and over)[1]

## Distribution
- Will Smith (VF : Greg Germain ; VQ : Pierre Auger) : Robert Clayton Dean
- Gene Hackman (VF : Jacques Richard, VQ : Yvon Thiboutot) : Edward « Brill » Lyle
- Jon Voight (VF : François Marthouret ; VQ : Jean-Marie Moncelet) : Thomas Brian Reynolds, le directeur Adjoint de la NSA
- Regina King (VF : Marie Vincent, VQ : Hélène Mondoux) : Carla Dean
- Lisa Bonet (VF : Annie Milon ; VQ : Linda Roy) : Rachel F. Banks
- Loren Dean (VF : Emmanuel Curtil ; VQ : Gilbert Lachance) : Hicks
- Barry Pepper (VF : Patrick Borg ; VQ : Daniel Picard) : l'inspecteur David Pratt
- Ian Hart (VF : Laurent Morteau ; VQ : François Trudel) : l'inspecteur Bingham
- Jake Busey (VF : Patrice Baudrier, VQ : Benoît Rousseau) : Krug
- Scott Caan (VF : Tanguy Goasdoué ; VQ : Benoit Gouin) : Jones
- Stuart Wilson (VF : Gérard Rinaldi ; VQ : Éric Gaudry) : le député Sam Albert
- Jason Lee (VF : Kris Bénard ; VQ : Antoine Durand) : Daniel Leon Zavitz
- Gabriel Byrne (VF : Patrick Raynal, VQ : Jean-Luc Montminy) : l'agent de la NSA se faisant passer pour Brill
- James LeGros (VF : Guy Chapelier ; VQ : Jacques Lavallée) : Jerry Miller
- Jack Black (VF : Bruno Dubernat ; VQ : Michel M. Lapointe) : Fiedler
- Laura Cayouette : Christa Hawkins
- Jamie Kennedy : Jamie
- Bodhi Elfman (VF : Bruno Choël ; VQ : Charles Préfontaine) : Van
- Anna Gunn (VF : Caroline Beaune ; VQ : Marie-Andrée Corneille) : Emily Reynolds
- Donna W. Scott (VF : Juliette Degenne ; VQ : Élise Bertrand) : Jenny
- Arthur J. Nascarella (VF : Patrick Messe) : Frankie
- Jason Robards (VF : Michel Barbey ; VQ : Aubert Pallascio) : le député Phil Hammersley
- John Capodice (VF : Jean-Claude Sachot ; VQ : Stéphane Rivard) : Eddie
- Jascha Washington : Eric Dean
- Elizabeth Berman (VF : Dorothée Jemma) : Ruthie
- Carlos Gomez (VF : Guillaume Orsat ; VQ : François L'Écuyer) : l'agent du FBI posté près de chez Pintero
- Ivana Miličević (VF : Catherine Le Hénan) : la vendeuse chez Ruby's
- Larry King : lui-même
- Tom Sizemore (VF : Gérard Berner ; VQ : Bernard Fortin) : Paulie Pintero (non crédité au générique)
- Seth Green (VF : Thierry Ragueneau ; VQ : Jacques Lussier) : Shelby, le « retraceur » (non crédité au générique[11])
- Philip Baker Hall (VF : Henry Djanik ; VQ : Yves Massicotte) : Mark Silverberg (non crédité au générique)

## Production

### Genèse et développement
En 1991, les producteurs Don Simpson et Jerry Bruckheimer commencent à développer ce projet. David Marconi passe plus de deux ans à développer son script. Séduit par ce dernier, Oliver Stone exprime son envie de réaliser le film. Jerry Bruckheimer préfère cependant engager Tony Scott avec lequel il a déjà collaboré par le passé. Plusieurs scénaristes comme Aaron Sorkin, Henry Bean et Tony Gilroy interviennent comme script doctors non crédités au générique.

### Attribution des rôles
Le rôle de Robert Clayton Dean a été proposé entre autres à Sylvester Stallone, Mel Gibson, George Clooney et Tom Cruise, qui devait ainsi retrouver Tony Scott, après Top Gun (1986) et Jours de tonnerre (1990). Ce dernier a cependant dû décliner, car le tournage d’Eyes Wide Shut s'éternisait.
Alors que Sean Connery était envisagé, Gene Hackman a, quant à lui, mis du temps à accepter le rôle d'Edward « Brill » Lyle : il a fini par se laisser convaincre par Tony Scott, qui l'avait déjà dirigé dans USS Alabama.
Tom Sizemore et Seth Green, qui incarnent respectivement les mafieux Pintero et Shelby ne sont pas, pour une raison inconnue, crédités au générique de fin.

### Tournage
Le tournage a eu lieu du 5 novembre 1997 au 6 avril 1998 à Baltimore dans le Maryland, à Pasadena et Los Angeles en Californie et à Washington.

### Musique
La musique du film est composée par Harry Gregson-Williams et Trevor Rabin.
| 1.  | Main Title                      | 2:00 |
| 2.  | Enemy Of The State (Main Theme) | 2:55 |
| 3.  | Brill's Theme                   | 3:28 |
| 4.  | The Ferry                       | 1:16 |
| 5.  | Hotel Chase Part 2              | 3:45 |
| 6.  | Zavitz Chase Part 1             | 2:02 |
| 7.  | NSA Research                    | 2:35 |
| 8.  | Brill And Dean Meet             | 4:13 |
| 9.  | Free Ferry                      | 0:37 |
| 10. | Nanny Drive                     | 1:32 |
| 11. | Final Confrontation             | 8:43 |
| 12. | Coal Yard Part 1                | 3:42 |
| 13. | Face To Face                    | 3:09 |
| 14. | The Tunnel Part 1               | 1:57 |
| 15. | Coal Yard Part 2                | 4:53 |
| 16. | Rachel's Found Dead             | 5:18 |
| 17. | Wish You Were Here              | 1:59 |

## Accueil

### Accueil critique
Le film reçoit des critiques plutôt positives dans la presse. Sur l'agrégateur américain Rotten Tomatoes, il récolte 72% d'opinions favorables pour 85 critiques et une note moyenne de 6,4⁄10. Le consensus suivant résume les critiques compilées par le site : « Un thriller divertissant et d'actualité qui trouve le réalisateur Tony Scott en pleine forme et Will Smith confirmant son statut de tête d'affiche d'action ». Sur Metacritic, il obtient une note moyenne de 67⁄100 pour 22 critiques.
En France, le film obtient une note moyenne de 3,4⁄5 sur le site AlloCiné, qui recense 10 titres de presse.

### Box-office
| Pays ou région     | Box-office        | Date d'arrêt du box-office | Nombre de semaines |
| ------------------ | ----------------- | -------------------------- | ------------------ |
| États-Unis, Canada | 111 549 836 $     | 8 avril 1999               | 20                 |
| France             | 2 063 752 entrées | -                          | -                  |
| Total mondial      | 250 849 789 $     |                            |                    |

## Distinctions

### Récompenses1999
- Blockbuster Entertainment Awards : acteur préféré dans un film d’action / aventure pour Will Smith
- BMI Film and TV Awards : 
  - Prix BMI de la meilleure musique de film pour Trevor Rabin
  - Prix BMI de la meilleure musique de film pour Harry Gregson-Williams
- Goldene Leinwand : Prix de l’Écran d'or[N 2]
- Prix Bogey : Prix Bogey d’argent[N 3]

### Nominations1999
- Blockbuster Entertainment Awards :
  - Second rôle masculin préféré dans un film d’action / aventure pour Gene Hackman
  - Méchant préféré pour Jon Voight
- Motion Picture Sound Editors :
  - Meilleur montage son - Effets sonores et bruitages
  - Meilleur montage son – Dialogues et doublages
- MTV Movie & TV Awards : meilleure performance masculine pour Will Smith
- NAACP Image Awards :
  - Meilleur film
  - Meilleur acteur principale dans un film pour Will Smith
  - Meilleure actrice principale dans un film pour Regina King
- Online Film and Television Association :
  - Meilleur montage de film pour Chris Lebenzon
  - Meilleur mixage sonore pour Christopher Boyes, William B. Kaplan, Kevin O'Connell et Greg P. Russell
  - Meilleur montage d'effets sonores pour Christopher Boyes et George Watters II
  - Meilleure séquence de titres
- Political Film Society :
  - PFS Award de la démocratie
  - PFS Award des droits Humains
- Teen Choice Awards :
  - Meilleur film dramatique
  - Meilleur acteur pour Will Smith

## Éditions en vidéo
- En France, le film Ennemi d'État est sorti en DVD le 22 décembre 1999[23]. Le film ressort en DVD édition spéciale le 20 mars 2002[24], puis en Blu-ray le 21 mars 2007[25]. Par la suite, il ressort en DVD director's cut le 2 mai 2007[26] et en VOD le 1er septembre 2018[6].
- Au Québec, le film est sorti en DVD le 15 juin 1999[27].
- Aux États-Unis, une version longue intitulée Unrated Extended Edition, est éditée en DVD le 7 avril 2008. Elle contient environ 8 minutes de scènes supplémentaires ou rallongées[28],[29].

## Autour du film
La scène à Mt. Vernon Square où Dean et Rachel Banks sont écoutés à distance en place publique semble être un évident clin d'œil à Conversation secrète de Francis Ford Coppola, où une telle scène figure en introduction du film et lui sert de fil rouge. Cette impression est renforcée par la présence à l'affiche de Gene Hackman, qui ici comme dans Conversation secrète est un spécialiste des écoutes et occupe une cache dans un hangar désaffecté. De plus, lorsque l'on voit une photo « jeune » de Gene Hackman dans un dossier de la CIA, c'est une photo issue de Conversation secrète.